# Черепівка (Конотопський район)
Черепі́вка — село в Україні, у Буринській міській громаді Конотопського району Сумської області. Населення становить 236 осіб. До 2020 орган місцевого самоврядування — Черепівська сільська рада.
Відстань до Бурині становить близько 29 км і проходить автошляхом Т 1910.

## Розташування
Село розташоване на річці Куриця у місці впадіння її до річки Терн. За 1 км вище за течією розташовані села Миколаївка та Карпенкове, вище за течією річки Терн за 2 км було розташоване село Єрчиха, за 1,5 км нижче за течією — село Ківшик, іншим берегом — села Кубракове та Нижня Сагарівка, неподалік — зникле в 1980-х роках с. Зайцеве. Селом протікає пересихаючий струмок із греблею.

## Історія

Братська могила радянських воїнів та пам'ятник воїнам-землякам

- Черепівка виникла у 70-х—90-х роках XVII століття, коли пращури жителів сучасного села переселялись із заходу, осідаючи головним чином по течії річки Сейм[2].
- За даними на 1862 рік у власницькому селі Путивльського повіту Курської губернії мешкало 1941 особа (929 чоловіків та 1012 жінок), налічувалось 333 дворових господарств, існували православна церква, селітряний та цегельний заводи[3].
- Станом на 1880 рік у колишньому державному та власницькому селі, центрі Черепівської волості, мешкало 1934 особи, налічувалось 292 дворових господарства, існували православна церква, 37 вітряних млинів, паровий млин[4].
- Село постраждало внаслідок геноциду українського народу, проведеного урядом СССР 1932—1933, були випадки людоїдства[5], та 1946–1947 роках, встановлено смерті 73 людей[6].
- 12 червня 2020 року, відповідно до розпорядження Кабінету Міністрів України № 723-р «Про визначення адміністративних центрів та затвердження територій територіальних громад Сумської області», село увійшло до складу Буринської міської громади[7].
- 19 липня 2020 року, в результаті адміністративно-територіальної реформи та ліквідації Буринського району, увійшло до складу новоутвореного Конотопського району[8].

## Населення

### Мова
Розподіл населення за рідною мовою за даними перепису 2001 року:
| Мова       | Кількість | Відсоток |
| ---------- | --------- | -------- |
| українська | 205       | 99.03%   |
| російська  | 2         | 0.97%    |
| Усього     | 207       | 100%     |

## Відомі люди
- Голованіченко Володимир Миколайович — український військовик, учасник російсько-української війни[10].
- Семенюта Василь Іванович — український художник, скульптор і живописець, різьбяр по дереву.